# Weimar (Lahn)
Weimar (Lahn) – gmina w Niemczech, w kraju związkowym Hesja, w rejencji Gießen, w powiecie Marburg-Biednekopf.
W skład gminy wchodzą następujące dzielnice Allna, Argenstein, Kehna, Nesselbrunn, Niederwalgern, Niederweimar (siedziba gminy), Oberweimar, Roth, Stedebach, Weiershausen, Wenkbach oraz Wolfshausen.

## Współpraca
Miejscowości partnerskie:
- Sawtry, Anglia
- Słupca, Polska
- Wutha-Farnroda, Turyngia